# فلیکس دونن
فلیکس دونن (آلمانی: Felix Dhünen; ۵ ژانویهٔ ۱۸۹۶ – ۸ دسامبر ۱۹۳۹) که همچنین با نام فرانتس سودنیگر نیز شناخته میشود شاعر و نویسنده اهل آلمان بود.
از افتخارات وی میتوان به کسب مدال طلا اشعار غنایی در بخش مسابقات هنری بازی‌های المپیک تابستانی ۱۹۳۶ اشاره کرد.